# Sanjō Sanetomi
Hoàng thân Sanjō Sanetomi (三条 実美  13 tháng 3 năm 1837 – 18 tháng 2 năm 1891) là quý tộc và chính khách người Nhật thời Minh Trị Duy Tân. Ông giữ nhiều chức vụ cấp cao trong Chính quyền Minh Trị.